# William Thompson (Zoologe)

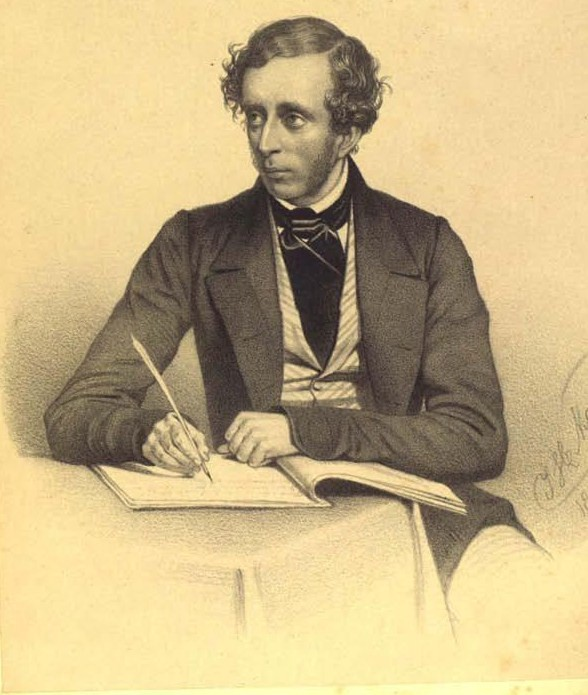
William Thompson

William Thompson (* 2. Dezember 1805 in Belfast; † 17. Februar 1852 in London) war ein irischer Naturforscher und Ornithologe.

## Leben
Thompson war der Sohn eines Tuchhändlers (Leinen) und erhielt eine kaufmännische Ausbildung, um das väterliche Geschäft weiterzuführen. Außerdem studierte er an der Royal Belfast Academical Institution unter anderem Biologie. Er interessierte sich schon als Jugendlicher für Naturkunde und wandte sich nach einem wenig erfolgreichen Versuch, das Geschäft seines Vaters fortzusetzen, ganz der Zoologie und Botanik zu. 1826 unternahm er eine Grand Tour nach den Niederlanden, Belgien, dem Rheinland, der Schweiz, Italien und Paris. Ab 1827 veröffentlichte er vor allem zu ornithologischen Themen und gab für das Treffen der British Association for the Advancement of Science 1841 in Glasgow einen Bericht über die Fauna Irlands heraus. 1843 wurde er Präsident der Natural History Society of Belfast. Er starb bei einem Besuch in London an einem Herzanfall und liegt in Belfast begraben. Er blieb zeitlebens unverheiratet.
Thompson, der eine private Vogelsammlung aufbaute, stellte eine Liste von Vögeln in Irland auf, die die Basis für sein Werk The Natural History of Ireland wurde, von der er drei Bände zu Lebzeiten veröffentlichte, alle über Vögel. Ein Folgeband über Wirbeltiere außer Vögeln und Wirbellose Tiere wurde 1856 von George Dickie, Robert Ball (1802–1857) und Robert Patterson (1802–1872) veröffentlicht. Er basierte teilweise auf dem Nachlass von Thompson und enthielt auch Briefe von ihm.

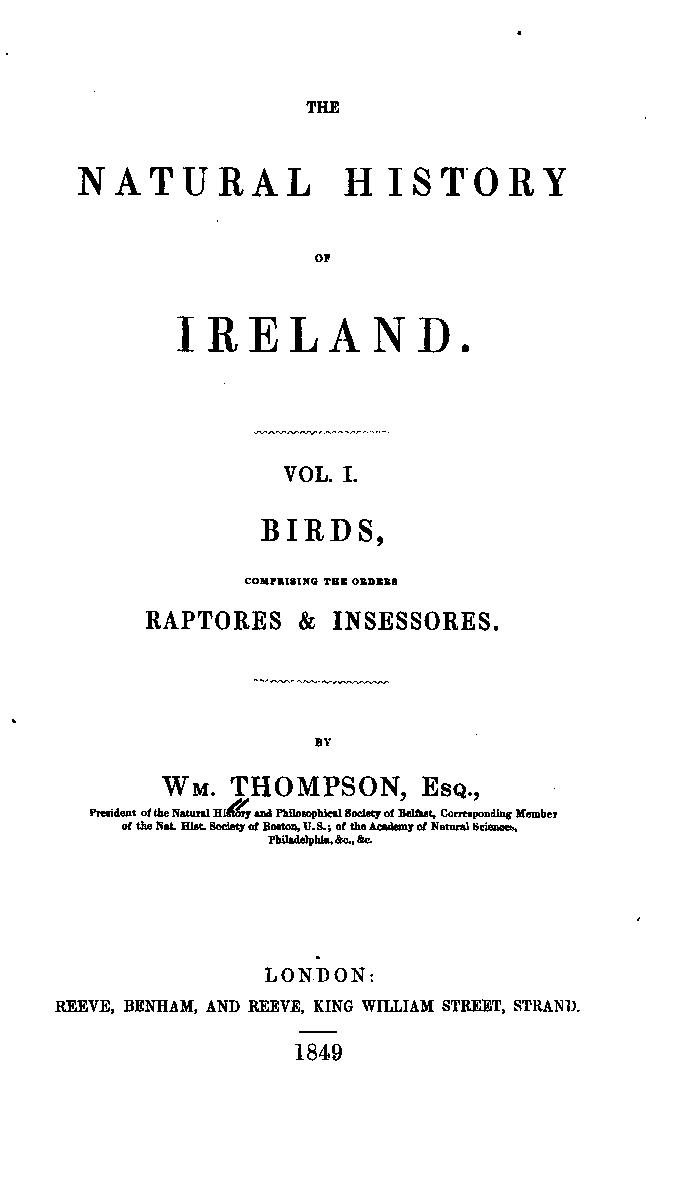
The Natural History of Ireland

Er war auch an Meeresbiologie interessiert und fischte in der Irischen See 1834 mit Schleppnetzen zusammen mit Edward Forbes. 1835 unternahm er mit Forbes eine Reisen nach Deutschland, der Schweiz und Frankreich und ebenfalls mit Forbes und Spratt war er Teilnehmer auf einer meeresbiologischen Expedition im Mittelmeer auf der Beacon 1841 unter dem Kapitän Thomas Graves. Dabei befasste er sich besonders mit Algen und deren Verteilung in verschiedenen Meerestiefen.
Thompson veröffentlichte auch Kataloge der Land- und Süßwasser-Mollusken in Irland.

## Schriften
- The Natural History of Ireland, 3 Bände, London: Reeve and Benham, 1849 bis 1851

| Personendaten    | Personendaten          |
| ---------------- | ---------------------- |
| NAME             | Thompson, William      |
| KURZBESCHREIBUNG | irischer Naturforscher |
| GEBURTSDATUM     | 2. Dezember 1805       |
| GEBURTSORT       | Belfast                |
| STERBEDATUM      | 17. Februar 1852       |
| STERBEORT        | London                 |